# 蔡绍芝
蔡绍芝（1932年7月—），女，广东罗定人，中华人民共和国政治人物，曾任民革湖北省委副主委，湖北省妇联副主任。第七、八、九届全国政协委员。

## 家庭
父亲蔡廷锴，兄蔡紹昌。
蔡紹芝與丈夫顧振本育有一子一女。